# صالح‌آباد (خدابنده)
صالح‌آباد روستایی در دهستان کرسف بخش مرکزی شهرستان خدابنده استان زنجان ایران است.

## جغرافیا
روستای صالح آباد در ۲۲ کیلومتری شهرستان خدابنده از توابع استان زنجان قرار دارد. ای روستا دارای آب و هوایی خنک در تابستان و آب و هوایی سرد در زمستان می‌باشد. روستای صالح آباد دارای باغات سرسبز است. اهالی این روستا به زبان ترکی آذربایجانی صحبت می‌کنند. تعداد خانوار این روستا در طی چند دوره خشکسالی تقلیل یافته‌است. با این وجود تابستان‌ها با ورود سیل انبوهی از مردم مواجه می‌شود که به خاطر آب و هوای معتدل و خنک آن به آنجا هجوم می‌آورند. روستای صالح آباد مردمی بسیار مهمان نواز دارد.

## جمعیت
بر پایه سرشماری عمومی نفوس و مسکن در سال ۱۳۹۵ جمعیت این مکان ۲۳۶ نفر (۷۰خانوار) بوده‌است.